# Lembaga Penerbangan Dan Antariksa Nasional

Altes Logo de LAPAN von 2006 bis 2015

Die Lembaga Penerbangan Dan Antariksa Nasional (LAPAN) wurde 1963 gegründet und ist zuständig für alle staatlichen indonesischen Forschungs- und Entwicklungsprojekte im Bereich Luft- und Raumfahrt.